# 淮德拉 (卡巴内尔)
《淮德拉》(Phaedra)是法国学院艺术画家亚历山大·卡巴内尔的晚期作品，从19世纪40年代一直创作到1889年去世。该作品于1880年在巴黎沙龙展出，后来由卡巴内尔捐赠给家乡法国蒙彼利埃 法布尔博物馆。《淮德拉》是一幅大型油画，是文学中的一个经典主题，这可以归因于卡巴内尔就读于巴黎的法国美术学院。 随着卡巴内尔绘画生涯的发展，他扩大了自己的风格，他个人对文学的兴趣，使他经常以传统相矛盾的新视角创作。
这幅画描绘淮德拉在一张装饰华丽的床上侧身伸展，一只手臂托住头，另一只手臂从边缘垂下，抚摸昂贵的窗帘。她凝视着画面的左侧，脸色深沉而坚定，蓬乱的头发散开在装饰精美的枕头上。她苍白的裸体身体上覆盖着一层薄薄的白色床单，与周围深红色、黑色和金色的色调形成鲜明对比。两位女士在右边等候。一个站着，微微蜷缩。第二位女士坐在淮德拉的床边睡觉，闭上眼睛，把头向后仰，好像是因为某种沉重的情绪而精疲力竭。床上豪华的布料散落下来。地板上放着一块昂贵的毛皮地毯，它的金色色调让人联想到淮德拉床前的柱子上系着的盾牌、头盔和剑。家具和建筑以东方风格装饰，创造出一种戏剧和财富的异国情调。光源来自左侧画面的外侧，与背景中昏暗的灯笼形成对比。

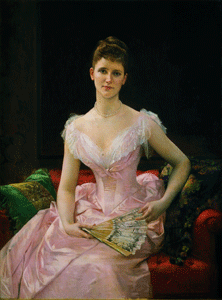
卡巴内尔: Olivia Peyton Murray Cutting, 1887. 油画, 276 x 149 cm. 纽约市博物馆

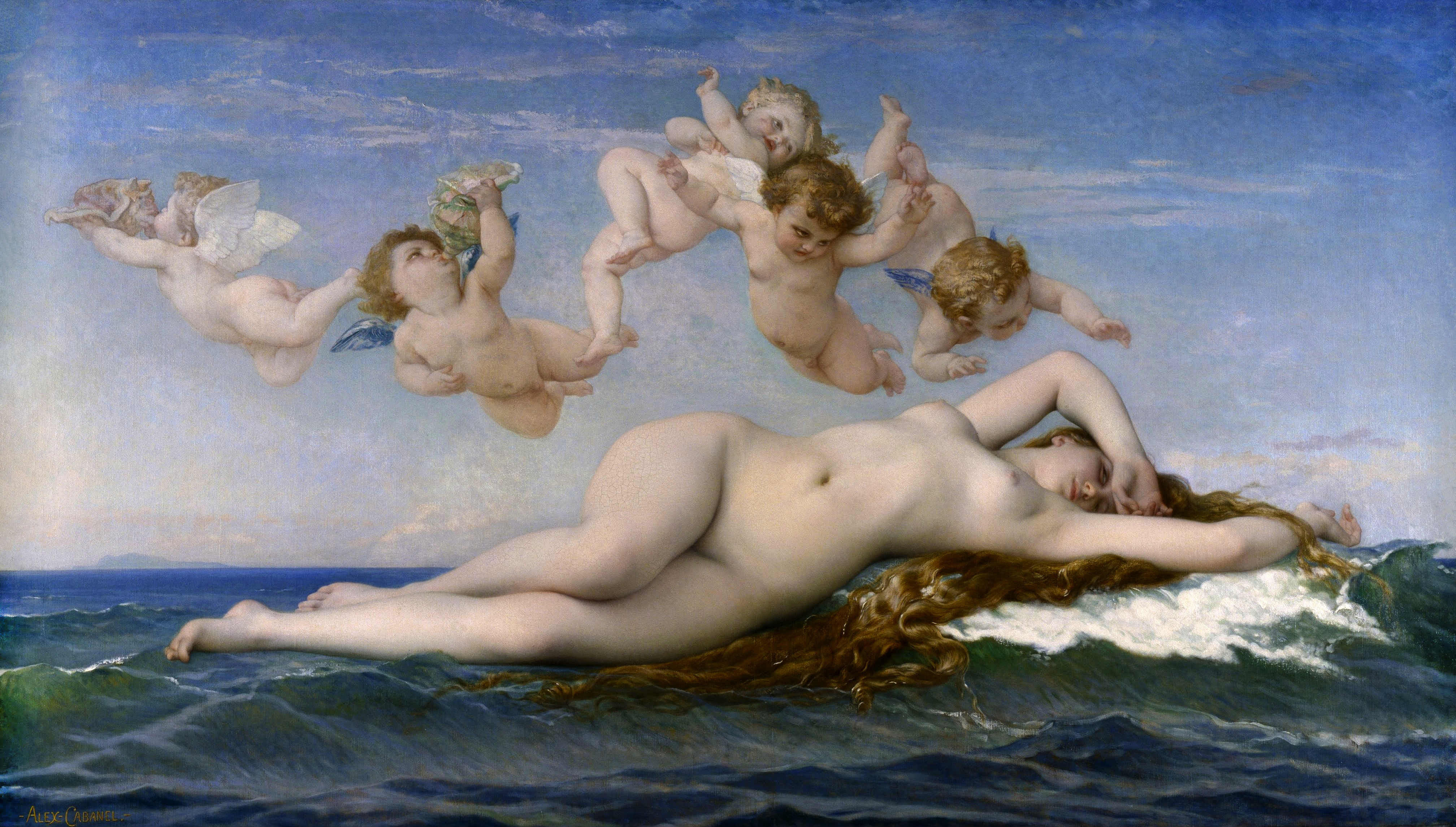
卡巴内尔: 《维纳斯的诞生》, 1863. 油画, 130 x 225 cm. 巴黎奥赛博物馆